# Naisten Vaahteraliiga 2014
La Naisten Vaahterahliiga 2014 è stata la 17ª edizione del campionato di football americano di primo livello femminile, organizzato dalla SAJL.

## Squadre partecipanti
| Club                 | Città     | Stadio | Sponsor ufficiale | Risultato nella stagione 2013 |
| -------------------- | --------- | ------ | ----------------- | ----------------------------- |
| Helsinki Lady Demons | Helsinki  |        |                   |                               |
| Helsinki Roosters    | Helsinki  |        |                   |                               |
| Jyväskylä Jaguars    | Jyväskylä |        |                   |                               |
| Oulu Northern Lights | Oulu      |        |                   |                               |
| Seinäjoki Crocodiles | Seinäjoki |        |                   |                               |
| Raisio Oakladies     | Raisio    |        |                   |                               |
| Turku Trojans        | Turku     |        |                   |                               |

## Stagione regolare

### Calendario

#### 1ª giornata
| Helsinki 7 giugno 2014, ore 13:00 | Helsinki Lady Demons | 42 – 0 | Seinäjoki Crocodiles | Velodromo di Helsinki |

| Helsinki 7 giugno 2014, ore 15:00 | Helsinki Roosters | 0 – 56 | Turku Trojans | Velodromo di Helsinki |

#### 2ª giornata
| Turku 15 giugno 2014, ore 12:00 | Turku Trojans | 14 – 0 | Seinäjoki Crocodiles | Turun Urheilupuiston yläkenttä |

| Raisio 15 giugno 2014, ore 13:00 | Raisio Oakladies | 0 – 67 | Jyväskylä Jaguars | Kerttulan liikuntakeskus |

| Helsinki 15 giugno 2014, ore 15:00 | Helsinki Roosters | 0 – 40 | Helsinki Lady Demons | Velodromo di Helsinki |

#### Recuperi 1
| Jyväskylä 28 giugno 2014, ore 13:00 | Jyväskylä Jaguars            | 7 – 26 (6-0 8-6 0-0 0-0) referto | Oulu Northern Lights | Palokan urheilukeskus (52 spett.)\| Arbitri: \| T. Barlund Korpela E. Ekroos \| |
| Arbitri:                            | T. Barlund Korpela E. Ekroos |                                  |                      |                                                                                 |

#### 3ª giornata
| Seinäjoki 5 luglio 2014, ore 12:00 | Seinäjoki Crocodiles | 52 – 0 | Raisio Oakladies | Jouppilanvuoren tekonurmi |

| Helsinki 5 luglio 2014, ore 15:00 | Helsinki Roosters | 34 – 26 | Oulu Northern Lights | Velodromo di Helsinki |

| Helsinki 6 luglio 2014, ore 15:00 | Helsinki Lady Demons | 56 – 14 | Turku Trojans | Velodromo di Helsinki |

#### 4ª giornata
| Jyväskylä 12 luglio 2014, ore 13:00 | Jyväskylä Jaguars                          | 7 – 6 (0-0 0-0 7-6 0-0) referto | Helsinki Lady Demons | Palokan urheilukeskus (65 spett.)\| Arbitri: \| T. Barlund K. Lahtinen M. Havu A. Nieminen \| |
| Arbitri:                            | T. Barlund K. Lahtinen M. Havu A. Nieminen |                                 |                      |                                                                                               |

| Raisio 13 luglio 2014, ore 13:00 | Raisio Oakladies | 0 – 68 | Helsinki Roosters | Kerttulan liikuntakeskus |

| Oulu 13 luglio 2014, ore 14:00 | Oulu Northern Lights | 24 – 6 (12-0 0-6 0-0 12-0) referto | Seinäjoki Crocodiles | Castrenin urheilukeskus (136 spett.) |

#### 5ª giornata
| Turku 19 luglio 2014, ore 12:00 | Turku Trojans | 88 – 0 | Raisio Oakladies | Turun Urheilupuiston yläkenttä |

| Helsinki 19 luglio 2014, ore 18:00 | Helsinki Lady Demons | 36 – 6 | Oulu Northern Lights | Velodromo di Helsinki |

| Seinäjoki 20 luglio 2014, ore 14:00 | Seinäjoki Crocodiles | 6 – 7 | Jyväskylä Jaguars | Jouppilanvuoren tekonurmi |

#### 6ª giornata
| Raisio 3 agosto 2014, ore 13:00 | Raisio Oakladies | 0 – 92 | Helsinki Lady Demons | Kerttulan liikuntakeskus |

| Oulu 3 agosto 2014, ore 13:30 | Oulu Northern Lights                               | 26 – 6 (6-6 12-0 8-0 0-0) referto | Turku Trojans | Castrenin urheilukeskus (98 spett.)\| Arbitri: \| A. Tahtinen T. Julkunen J. Forsberg S. Lappalainen \| |
| Arbitri:                      | A. Tahtinen T. Julkunen J. Forsberg S. Lappalainen |                                   |               | |

| Jyväskylä 3 agosto 2014, ore 16:00 | Jyväskylä Jaguars | 12 – 6 | Helsinki Roosters | Palokan urheilukeskus |

#### 7ª giornata
| Turku 9 agosto 2014, ore 12:00 | Turku Trojans | 6 – 16 | Jyväskylä Jaguars | Turun Urheilupuiston yläkenttä |

| Seinäjoki 10 agosto 2014, ore 14:00 | Seinäjoki Crocodiles | 8 – 12 | Helsinki Roosters | Jouppilanvuoren tekonurmi |

| Oulu 10 agosto 2014, ore 14:00 | Oulu Northern Lights | 80 – 0 | Raisio Oakladies | Castrenin urheilukeskus |

### Classifica
La classifica della regular season è la seguente:
- PCT = percentuale di vittorie, G = partite giocate, V = partite vinte,  P = partite perse, PF = punti fatti, PS = punti subiti

| Pos. | Squadra              | PCT  | G | V | N | P | PF  | PS  |
| ---- | -------------------- | ---- | - | - | - | - | --- | --- |
| 1    | Jyväskylä Jaguars    | .833 | 6 | 5 | 0 | 1 | 116 | 50  |
| 2    | Helsinki Lady Demons | .833 | 6 | 5 | 0 | 1 | 272 | 27  |
| 3    | Oulu Northern Lights | .667 | 6 | 4 | 0 | 2 | 188 | 89  |
| 4    | Turku Trojans        | .500 | 6 | 3 | 0 | 3 | 184 | 98  |
| 5    | Helsinki Roosters    | .500 | 6 | 3 | 0 | 3 | 120 | 142 |
| 6    | Seinäjoki Crocodiles | .167 | 6 | 1 | 0 | 5 | 72  | 99  |
| 7    | Raisio Oakladies     | .000 | 6 | 0 | 0 | 6 | 0   | 447 |

## Playoff

### Tabellone
|  | Semifinali | Semifinali           | Semifinali |                      |    | XVII Finale       | XVII Finale | XVII Finale |  |
|  |            |                      |            |                      |    |                   |             |             |  |
|  | 1          | Jyväskylä Jaguars    | 18         |                      |    |                   |             |             |  |
|  | 1          | Jyväskylä Jaguars    | 18         |                      |    |                   |             |             |  |
|  | 4          | Turku Trojans        | 12         |                      |    |                   |             |             |  |
|  | 4          | Turku Trojans        | 12         |                      | 1  | Jyväskylä Jaguars | 0           |             |  |
|  |            |                      |            |                      | 1  | Jyväskylä Jaguars | 0           |             |  |
|  |            |                      | 2          | Helsinki Lady Demons | 40 |                   |             |             |  |
|  | 2          | Helsinki Lady Demons | 2          | Helsinki Lady Demons | 40 | 44                |             |             |  |
|  | 2          | Helsinki Lady Demons |            |                      |    |                   |             |             |  |
|  | 3          | Oulu Northern Lights | 7          |                      |    |                   |             |             |  |

### Semifinali
| Jyväskylä 23 agosto 2014, ore 13:00 | Jyväskylä Jaguars | 18 – 12 | Turku Trojans | Palokan urheilukeskus |

| Helsinki 23 agosto 2014, ore 13:00 | Helsinki Lady Demons | 44 – 7 | Oulu Northern Lights | Velodromo di Helsinki |

### XVII Finale
| Jyväskylä 30 agosto 2014, ore 13:00 | Jyväskylä Jaguars | 0 – 40 | Helsinki Lady Demons | Palokan urheilukeskus |

## Verdetti
- Helsinki Lady Demons Campionesse della Finlandia 2014